# مايك بيبي
مايك بيبي (بالإنجليزية: Mike Bibby)‏ مواليد 13 مايو 1978 في نيو جيرسي، هو لاعب كرة سلة أمريكي سابق بدأ مسيرته الاحترافية في سنة 1998. يبلغ طوله 6 قدم 2 بوصة (1.9 م). اعتزل اللعب في 2012.

## الميداليات
| الميدالية | المسابقة                             |
| --------- | ------------------------------------ |
| ذهبية     | بطولة أمم الأمريكتين لكرة السلة 2003 |

## روابط خارجية
- مايك بيبي على موقع IMDb (الإنجليزية)
- مايك بيبي على موقع إن إن دي بي (الإنجليزية)
- مايك بيبي على موقع قاعدة بيانات الفيلم (الإنجليزية)
- مايك بيبي على موقع الاتحاد الدولي لكرة السلة (الإنجليزية)
- مايك بيبي على موقع إن بي أي (الإنجليزية)
- مايك بيبي على موقع سبورتس رفرنس (الإنجليزية)
- مايك بيبي على موقع كرة السلة الأوروبية.كوم (الإنجليزية)
- مايك بيبي على موقع إي إس بي إن.كوم (الإنجليزية)
- مايك بيبي على موقع كلية كرة السلة في سبورتس رفرنس.كوم (الإنجليزية)
- مايك بيبي على موقع ريلجم (الإنجليزية)
- مايك بيبي على موقع بروبوليرز (الإنجليزية)